# Cucut xiulador
El cucut xiulador (Hierococcyx nisicolor) és una espècie d'ocell de la família dels cucúlids (Cuculidae) que habita els boscos del centre i sud de la Xina i el Sud-est Asiàtic.